# Instabilità delle strutture
L'instabilità delle strutture (o stabilità delle strutture) è una branca della meccanica delle strutture, e quindi della scienza delle costruzioni, che si occupa dello studio e della modellazione dei comportamenti non lineari delle strutture legati ai fenomeni di instabilità delle relative configurazioni di equilibrio. Il problema della stabilità è spesso associato a fenomeni di collasso strutturale, pertanto la teoria della stabilità delle strutture riveste un ruolo fondamentale in ingegneria strutturale, aerospaziale e nucleare,  e in diversi problemi di ingegneria meccanica e geotecnica, di geofisica e di scienza dei materiali.
I fenomeni di instabilità strutturale indotti da particolari azioni di carichi non-conservativi (p.e., prodotti dal vento e generalmente da fluidi) sono detti di instabilità dinamica o di flutter.  Per strutture soggette a carichi (interni ed esterni) conservativi, i fenomeni di instabilità sono anche detti di nonlinearità geometrica, in quanto riconducibili al generale carattere nonlineare del legame cinematico tra i descrittori interni della deformazione e i descrittori esterni del campo di spostamenti che ne rappresenta la configurazione deformata di equilibrio.
Anche se tali fenomeni in teoria possono riguardare qualsiasi struttura, in presenza o meno di nonlinearità fisica del materiale di cui sono costituite, la teoria della stabilità delle strutture fa prevalente riferimento al comportamento di strutture elastiche snelle, intendendo proprio come snella una struttura per la quale gli effetti di nonlinearità geometrica intervengono molto prima che siano sensibili gli effetti di nonlinearità materiale, che quindi sono trascurabili rappresentandone il comportamento costitutivo secondo il modello di elasticità lineare. In tale accezione, la teoria della stabilità delle strutture rientra nel quadro della Teoria nonlineare dell'elasticità.
Lo studio della instabilità dinamica rimanda al concetto di stabilità secondo Liapunov e richiede lo studio dinamico del moto della struttura. Nel caso invece di strutture elastiche soggette a carichi (interni ed esterni) conservativi, lo studio dei fenomeni di instabilità si riduce, sulla base del Criterio di Dirichlet-Lagrange (e di Koiter per sistemi continui), allo studio delle sole configurazioni di equilibrio statico. In tal caso pietra miliare della teoria della stabilità elastica delle strutture è la Teoria perturbativa di Koiter.

## Storia
La Teoria della stabilità elastica trova i primordi matematici nel Settecento, negli studi sulla Elastica di Eulero, che fornisce il carico critico di buckling associato a diverse forme di inflessione della configurazione critica della trave elastica. Ricadute applicative di tale teoria si ebbero solo nel XIX secolo, con l'uso di tipologie strutturali snelle in acciaio: una versione linearizzata dell'approccio euleriano fu infatti estesa per ricavare il carico critico di diversi problemi ingegneristici, e trovò agli inizi del XX secolo nel metodo dell'equilibrio indifferente di Timoshenko un paradigma operativo per la stima della capacità portante di diverse tipologie strutturali, in particolare piastre e gusci cilindrici. Intanto, tra la fine dell'Ottocento e gli inizi del Novecento, il concetto di stabilità è definito in modo rigoroso da un punto di vista matematico dai lavori di Poincarè e Liapunov.
La prassi ingegneristica consolidata fu messa in dubbio nei primi decenni del XX secolo da discordanze osservate sperimentalmente e, soprattutto, da una serie di crolli di silo cilindrici progettati secondo il metodo dell'equilibrio indifferente. La dicotomia tra teoria ed esperienza fu ricondotta in un quadro unitario dalla teoria della stabilità elastica presentata da Warner Tjardus Koiter nella sua celebre tesi di dottorato. Scritta in olandese durante gli anni della seconda guerra mondiale, il lavoro di Koiter rimase semisconosciuto fino alla fine degli anni sessanta, quando fu riscoperto e tradotto in inglese. Il lavoro di Koiter, benché ben attento agli aspetti matematici della teoria della stabilità dell'equilibrio di Liapunov, conserva il carattere ingegneristico di cogliere l'essenza dei fenomeni fisici osservati. Tale teoria mise per la prima volta l'accento sull'influenza del comportamento post-critico ai fini della valutazione della capacità portante della struttura, sottolineando come nel caso di comportamento post-critico instabile (il caso dei cilindri caricati lungo la loro direttrice), la struttura potesse diventare fortemente sensibile a piccole imperfezioni iniziali (della geometria o della modalità di applicazione del carico), con una riduzione notevole della capacità portante rispetto al carico critico. Nel caso dei cilindri tale riduzione arrivava a produrre un carico massimo circa 10 volte inferiore al carico critico con imperfezioni di forma geometrica dell'ordine solo di un decimo dello spessore: ciò spiegava il perché dei crolli osservati nei silos, essendo questi progettati stimando la capacità portante sulla base del solo carico critico.
La teoria di Koiter fu negli anni successivi universalmente accettata come la pietra miliare per lo studio dei fenomeni di instabilità delle strutture elastiche. La teoria tuttavia, ricca di risultati dal punto di vista qualitativo, era ritenuta povera da un punto di vista quantitativo nel caso di strutture in scala reale, troppo complesse da poter essere rappresentate mediante approcci manuali-analitici. Tale limite fu dimostrato falso a partire dagli anni ottanta mediante una serie di lavori che collocarono, con sufficiente accuratezza, la teoria di Koiter in un contesto di analisi numerica ad elementi finiti, e pertanto estendendola potenzialmente a qualsiasi tipologia strutturale.

## La teoria della stabilità di Koiter
- {\displaystyle u} : campo di spostamenti;
- {\displaystyle \lambda } : parametro amplificativo del carico;
- {\displaystyle (.)'\delta u}: derivata di Frèchet rispetto al campo {\displaystyle u}
- {\displaystyle {\hat {(.)}}}: derivata rispetto al parametro {\displaystyle \lambda }
- {\displaystyle \Pi [u,\lambda ]} : funzionale dell'energia potenziale totale;
- {\displaystyle \Pi '\delta u} : variazione prima del funzionale {\displaystyle \Pi [u,\lambda ]};
- {\displaystyle \Pi ''{\dot {v}}\delta u} : variazione seconda del funzionale {\displaystyle \Pi [u,\lambda ]};
- {\displaystyle \Pi ^{n}{\dot {v}}^{n}\delta u} : variazione n-esima del funzionale {\displaystyle \Pi [u,\lambda ]};

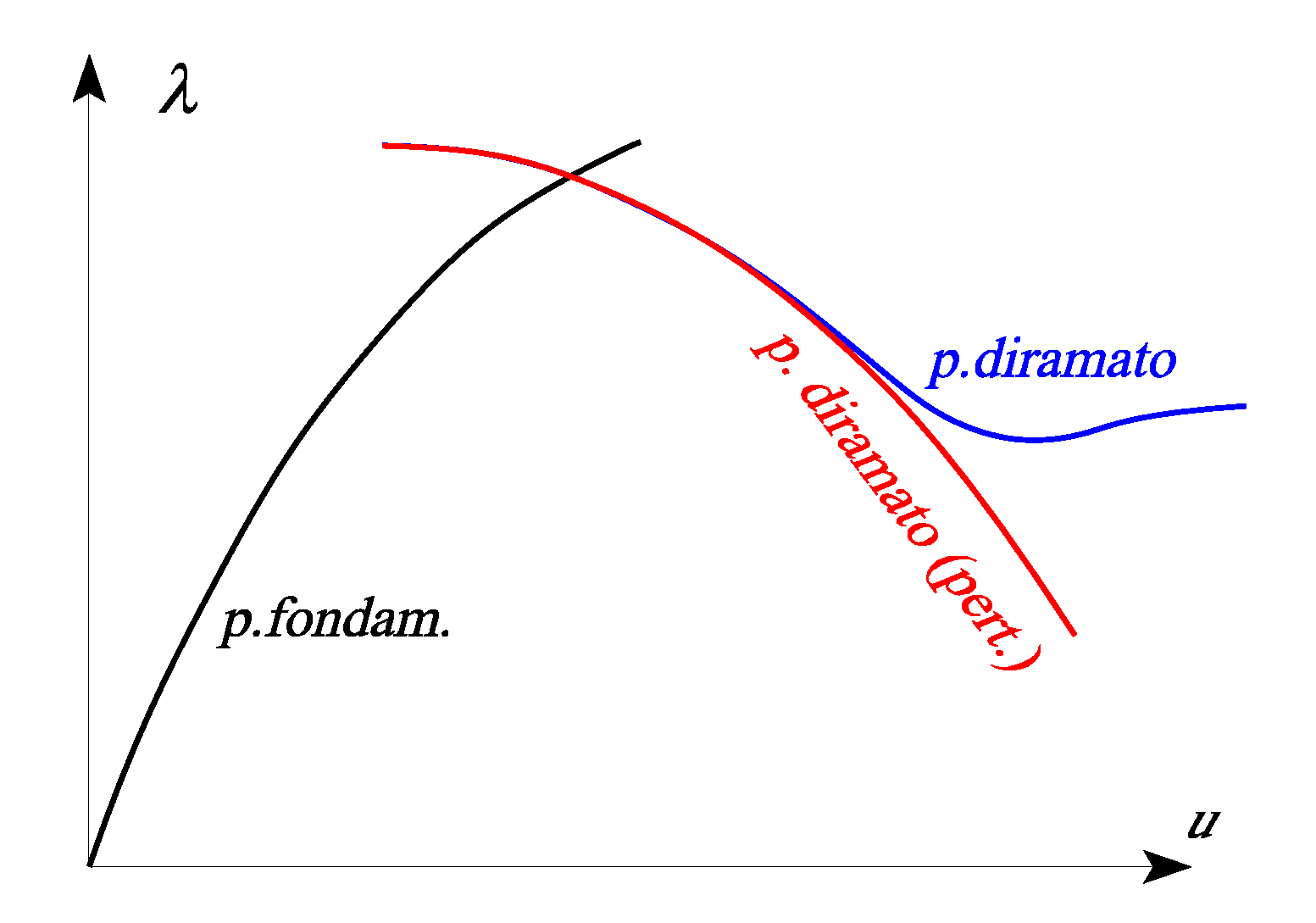
Ricostruzione perturbativa biforcazione percorsi di equilibrio

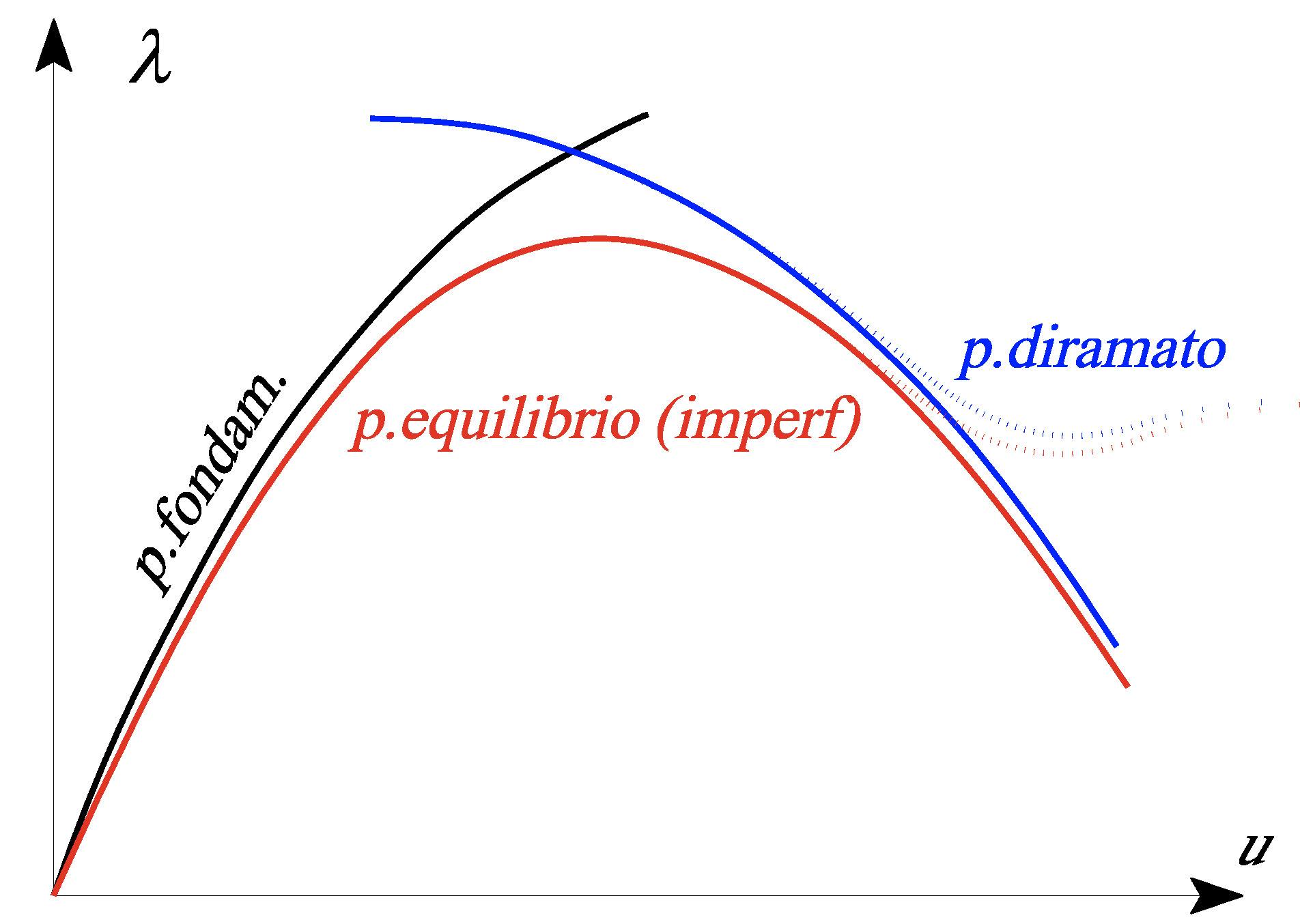
Ricostruzione perturbativa di un fenomeno di carico limite

Per strutture soggette a carichi conservativi crescenti linearmente con un parametro {\displaystyle \lambda } ({\displaystyle p[\lambda ]=\lambda {\hat {p}}}), caratterizzate da un'energia di deformazione {\displaystyle \Phi [u]} (dove {\displaystyle u} rappresenta il campo di spostamenti compatibile con i vincoli cinematici interni ed esterni della struttura) e da un potenziale dei carichi {\displaystyle p[\lambda ]u}, le configurazioni di equilibrio sono caratterizzate dalla condizione di stazionarietà dell'energia potenziale totale
{\displaystyle \Pi [u,\lambda ]=\Phi [u]-\lambda p\,u=staz_{u}}
espressa equivalentemente dalla seguente equazione dei lavori virtuali
{\displaystyle \Pi '[u,\lambda ]\,\delta u=0\;\;,\;\;\forall \delta u}
dove {\displaystyle ()'\delta u} indica la derivata di Frèchet rispetto al campo {\displaystyle u}. Per carichi variabili, le soluzioni del precedente problema possono essere rappresentate da valori {\displaystyle (u,\lambda )}: tali "punti" descrivono, in opportuni spazi, una o più "curve" dette   percorsi di equilibrio della struttura.
L'instabilità (e la crisi) delle strutture è associata o ad un fenomeno di carico limite (o snapping), cioè a una configurazione di massimo valore del carico portante della struttura lungo un suo percorso di equilibrio, o ad un fenomeno di biforcazione (o buckling) dei suoi percorsi di equilibrio. Tale due tipologie di crisi strutturale sono ricondotte a una trattazione unitaria nel quadro della teoria perturbativa di Koiter.

### Il caso di biforcazione semplice
La caratteristica essenziale della strategia perturbativa di Koiter è la ricostruzione di un fenomeno di biforcazione tra un percorso di equilibrio fondamentale {\displaystyle u^{f}[\lambda ]} per ipotesi analitico in {\displaystyle \lambda }, già noto o estrapolato a partire dalle condizioni iniziali della struttura, ed un percorso di equilibrio diramato, ricostruito in forma asintotica approssimata a partire dalla risoluzione del problema critico lungo il percorso fondamentale
{\displaystyle \Pi ''[u^{f}(\lambda _{b}),\lambda _{b}]\,{\dot {v}}_{b}\,\delta u=0\;\;,\;\;\forall \delta u}
({\displaystyle \Pi ''[.]\,{\dot {v}}_{b}\,\delta u} è l'operatore di rigidezza tangente) in termini del più piccolo valore del carico di biforcazione {\displaystyle \lambda _{b}} e della associata forma del modo primario di buckling {\displaystyle {\dot {v}}_{b}}.
Tale obbiettivo è conseguito predefinendo una forma asintotica opportuna del percorso diramato
{\displaystyle u^{d}[\xi ]=u^{f}[\lambda ]+\xi {\dot {v}}_{b}+{\tfrac {1}{2}}\xi ^{2}{\ddot {v}}_{b}+\ldots \;\;,\;\;\lambda ^{d}[\xi ]=\lambda _{b}+\xi {\dot {\lambda }}_{b}+{\tfrac {1}{2}}\xi ^{2}{\ddot {\lambda }}_{b}+\ldots }
e ricercando alla Galërkin in tale varietà la soluzione approssimata del problema di equilibrio
{\displaystyle \Pi '[u^{d},\lambda ^{d}]\,\delta u=0\;\;,\;\;\forall \delta u}
A partire dalla conoscenza del percorso fondamentale {\displaystyle u^{f}[\lambda ]}, la strategia di Koiter si articola nella seguente sequenza algoritmica:
- [step 1] : calcolo del punto di biforcazione {\displaystyle \lambda _{b}} e del modo primario di buckling {\displaystyle {\dot {v}}_{b}} (dalla risoluzione del problema di biforcazione lungo  {\displaystyle u^{f}[\lambda ]})

{\displaystyle \Pi _{b}''{\dot {v}}_{b}\delta u=0\;\;,\;\;\forall \delta u\;\;,\;\;\|{\dot {v}}_{b}\|=1}
- [step 2] : calcolo della pendenza post-critica {\displaystyle {\dot {\lambda }}_{b}} del percorso diramato (dalla prima condizione di ortogonalità di Fredholm):

{\displaystyle {\dot {\lambda }}_{b}=-{\tfrac {1}{2}}{\frac {\Pi _{b}'''{\dot {v}}_{b}}{{\hat {\Pi }}_{b}''{\dot {v}}_{b}}}\;\;\Leftarrow \;\;\Pi _{b}'''{\dot {v}}_{b}^{3}+2{\dot {\lambda }}_{b}{\hat {\Pi }}_{b}''{\dot {v}}_{b}^{2}=0\;\;}
- [step 3] : calcolo del modo secondario di buckling {\displaystyle {\ddot {v}}_{b}} tramite la

{\displaystyle \Pi _{b}''{\ddot {v}}_{b}\delta {\bar {u}}+\Pi _{b}'''{\dot {v}}_{b}^{2}\delta {\bar {u}}+2{\dot {\lambda }}_{b}{\hat {\Pi }}_{b}''{\dot {v}}_{b}\delta {\bar {u}}=0\;\;,\;\;\forall \delta {\bar {u}}\;\;,\;\;,({\ddot {v}}_{b},\delta {\bar {u}})\in Ort({\dot {v}}_{b})=0}
- [step 4] : calcolo della curvatura post-critica {\displaystyle {\ddot {\lambda }}_{b}} del percorso diramato (dalla seconda condizione di ortogonalità di Fredholm):

{\displaystyle {\ddot {\lambda }}_{b}=-{\tfrac {1}{3}}{\frac {\Pi _{b}''''{\dot {v}}_{b}^{4}+3\Pi _{b}'''{\dot {v}}_{b}^{2}{\ddot {v}}_{b}+3{\dot {\lambda }}{\bigl (}{\hat {\Pi }}_{b}'''{\dot {v}}_{b}^{3}+{\hat {\Pi }}_{b}''{\ddot {v}}_{b}{\dot {v}}_{b}{\bigr )}+3{\dot {\lambda }}^{2}{\hat {\hat {\Pi }}}_{b}''{\dot {v}}_{b}^{2}}{{\hat {\Pi }}_{b}''{\dot {v}}_{b}^{2}}}\;\;\Leftarrow \;\;\Pi _{b}''''{\dot {v}}_{b}^{4}+3\Pi _{b}'''{\dot {v}}_{b}^{2}{\ddot {v}}_{b}+3{\dot {\lambda }}{\bigl (}{\hat {\Pi }}_{b}'''{\dot {v}}_{b}^{3}+{\hat {\Pi }}_{b}''{\ddot {v}}_{b}{\dot {v}}_{b}{\bigr )}+3{\dot {\lambda }}^{2}{\hat {\hat {\Pi }}}_{b}''{\dot {v}}_{b}^{2}+3{\ddot {\lambda }}_{b}{\hat {\Pi }}_{b}''{\dot {v}}_{b}^{2}=0}
- [step 5] : ricostruzione fino al secondo ordine asintotico del percorso di equilibrio diramato {\displaystyle (u^{d},\lambda ^{d})}

#### Le imperfezioni geometriche e di carico
Una struttura manifesta un fenomeno di biforcazione dei percorsi di equilibrio come risultato di un'ideale combinazione di forma geometrica e di distribuzione dei carichi applicati: la struttura in tal caso è detta perfetta. Nei casi reali, in presenza di inevitabili, anche se piccole, deviazioni da tale geometria e da tale distribuzione di carichi  (imperfezioni geometriche e di carico) la struttura imperfetta non manifesta il fenomeno di biforcazione ma, spesso, un fenomeno di carico limite. Il percorso di equilibrio della struttura imperfetta è tuttavia condizionato, in termini
qualitativi e quantitativi, dai percorsi di equilibrio della struttura perfetta di riferimento, anche se può presentare differenze significative in termini di capacità portante (e si parla in tal caso di sensibilità alle imperfezioni).
In conclusione, per piccole imperfezioni geometriche {\displaystyle \varepsilon {\tilde {u}}} e di carico {\displaystyle \varepsilon {\tilde {p}}[\lambda ]}, i percorsi di equilibrio della struttura perfetta caratterizzano con il loro andamento il comportamento di intere famiglie di strutture imperfette, al variare dell'entità {\displaystyle \varepsilon } dell'imperfezione. In tal caso l'approccio perturbativo può essere esteso alla
ricostruzione del percorso di equilibrio della struttura imperfetta ricercando alla Galerkin una soluzione approssimata del problema di equilibrio nella stessa varietà di biforcazione definita
dalla risoluzione della struttura perfetta
{\displaystyle u[\xi ]=u^{f}[\lambda ]+\xi {\dot {v}}_{b}+{\tfrac {1}{2}}\xi ^{2}{\ddot {v}}_{b}+\ldots \;\;,}
ma ridefinendo il legame {\displaystyle \lambda -\xi } secondo la
{\displaystyle \lambda (1+\mu {\frac {\varepsilon }{\xi }})=\lambda _{b}+\xi {\dot {\lambda }}_{b}+{\tfrac {1}{2}}\xi ^{2}{\ddot {\lambda }}_{b}+\ldots }
mediante l'introduzione di opportuni coefficienti scalari {\displaystyle \mu } che parametrizzano l'effetto dell'imperfezione geometrica o di carico:
{\displaystyle \mu _{g}={\frac {{\hat {\Pi }}_{o}''{\tilde {u}}{\dot {v}}_{b}}{{\hat {\Pi }}_{b}''{\dot {v}}_{b}^{2}}}\;\;,\;\;\mu _{p}={\frac {-{\tilde {p}}{\dot {v}}_{b}}{{\hat {\Pi }}_{b}''{\dot {v}}_{b}^{2}}}}
Tale strategia permette di giungere a una semplice trattazione monoparametrica (in
termini di {\displaystyle \varepsilon }) dell'influenza delle imperfezioni sull'andamento del percorso di equilibrio della struttura imperfetta e, in particolare, sugli eventuali valori di carico limite. In altri termini, nell'ambito di un approccio perturbativo di analisi, l'analisi di sensibilità alle imperfezioni è condotta in modo semplice ed efficiente da un punto di vista computazionale: per ogni nuovo valore dell'imperfezione la ricostruzione del percorso di equilibrio richiede solo la risoluzione ex-novo di una sola equazione scalare nonlineare.

#### Le imperfezioni implicite: ricostruzione perturbativa di un fenomeno di carico limite
Esistono strutture che presentano un percorso di equilibrio naturale che tende naturalmente a produrre un fenomeno di carico limite e per le quali non è univocamente definita una struttura perfetta di riferimento. Tale caso è ricondotto nella precedente trattazione perturbativa mediante un'operazione di estrapolazione, a partire dalle condizioni iniziali della struttura, di un opportuno percorso di equilibrio {\displaystyle \lambda \,{\hat {u}}} assunto come fondamentale
{\displaystyle \Pi ''_{o}\,{\hat {u}}\,\delta u+{\hat {\Pi }}'_{o}\,\delta u=0\;\;,\;\;\forall \delta u}
Tale percorso non è di equilibrio per la struttura assegnata, ma per una struttura definita implicitamente che manifesta lungo {\displaystyle u^{f}[\lambda ]=\lambda \,{\hat {u}}} un fenomeno di biforcazione. In altri termini, l'estrapolazione del percorso fondamentale definisce implicitamente una struttura perfetta associata alla struttura iniziale. Lo scostamento tra le due strutture è recuperato mediante il concetto di imperfezione implicita, cioè ricostruendo alla Galerkin il comportamento della struttura iniziale (che manifesta il fenomeno di carico limite)  nella varietà di biforcazione della struttura perfetta 
{\displaystyle u[\xi ]=u^{f}[\lambda ]+\xi {\dot {v}}_{b}+{\tfrac {1}{2}}\xi ^{2}{\ddot {v}}_{b}+\ldots \;\;,}
e ridefinendo il legame {\displaystyle \lambda -\xi } mediante l'aggiunta di un ulteriore opportuno coefficiente di imperfezione implicita legata all'operazione di estrapolazione del percorso fondamentale.
{\displaystyle \lambda +{\frac {\mu [\lambda ]}{\xi }}=\lambda _{b}+\xi {\dot {\lambda }}_{b}+{\tfrac {1}{2}}\xi ^{2}{\ddot {\lambda }}_{b}+\ldots \;\;,\;\;\mu [\lambda ]={\tfrac {1}{2}}{\frac {{\Pi }_{o}'''{\hat {u}}^{2}{\dot {v}}_{b}}{{\hat {\Pi }}_{b}''{\dot {v}}_{b}^{2}}}\,\lambda ^{2}}

### Il caso di biforcazione multipla
Nel caso di biforcazione semplice è implicita l'ipotesi che i fenomeni di buckling sono dominati dall'unica nonlinearità associata alla configurazione critica conseguita per il più piccolo valore del parametro di carico. Comunque, biforcazioni semplici isolate rappresentano un caso limite nella complessità dei fenomeni osservabili nelle strutture snelle dove, a causa dell'ottimizzazione operata in fase di progetto, il percorso fondamentale presenta una molteplicità di punti critici a valori molto prossimi del carico, da cui si dipartono una molteplicità di percorsi di equilibrio diramati: tale situazione è detta di modi multipli di buckling.  In queste condizioni i diversi modi critici possono interagire tra loro, condizionando pesantemente il comportamento della struttura. In particolare tali fenomeni di interazione possono conferire alla struttura una forte sensibilità, in termini di riduzione della capacità portante, a piccole imperfezioni nella forma geometrica della struttura o nei carichi applicati. Tali fenomeni di interazione devono pertanto essere messi in conto nell'analisi.
Una generalizzazione della strategia perturbativa al caso di modi multipli (simultanei o quasi simultanei) è ottenuta mettendo in conto esplicitamente tale molteplicità nella forma con cui è ricostruito alla Galerkin il generico percorso di equilibrio, facendo uso della più ricca varietà di biforcazione
{\displaystyle u=\lambda {\hat {u}}+\sum _{i=1}^{m}\xi _{i}{\dot {v}}_{i}+{\tfrac {1}{2}}\sum _{i,j=1}^{m}\xi _{i}\xi _{j}{\ddot {w}}_{ij}}
dove
- {\displaystyle u^{f}[\lambda ]=\lambda \,{\hat {u}}} è il percorso fondamentale
- {\displaystyle {\dot {v}}_{(i=1,\ldots ,m)}} sono gli m modi di buckling messi in conto nell'analisi, cioè soluzione del seguente problema di biforcazione multipla lungo il percorso fondamentale

{\displaystyle \Pi ''[\lambda _{i}{\hat {u}}]{\dot {v}}_{i}\delta u=0\;,\;\forall \,\delta u\;,\;-\Pi _{b}'''{\hat {u}}_{b}{\dot {v}}_{i}{\dot {v}}_{j}=\delta _{ij}}
- {\displaystyle {\ddot {w}}_{ij}} sono i modi secondari di buckling associati ai modi primari, cioè soluzione dei problemi:

{\textstyle {\begin{cases}\Pi ''_{b}{\ddot {w}}_{ij}\delta u+\Pi '''_{b}{\dot {v}}_{i}{\dot {v}}_{j}\delta u=0\\\Pi _{b}{\hat {u}}{\dot {v}}_{i}{\ddot {w}}=0\\\Pi _{b}{\hat {u}}{\dot {v}}_{i}\delta u=0\end{cases}}(i,j=\{1,\ldots ,m\})}
La proiezione alla Galerkin del problema di equilibrio nella varietà di biforcazione fornisce le relazioni di legame tra gli m+1 parametri scalari {\displaystyle (\lambda ,\xi _{1},\ldots ,\xi _{m})} che completano la ricostruzione del percorso. Nel caso di un percorso fondamentale con piccoli spostamenti precritici, tali relazioni si semplificano nelle
{\displaystyle \xi _{k}(\lambda -\lambda _{k})=+{\tfrac {1}{2}}\sum _{i,j=1}^{m}\xi _{i}\xi _{j}{\mathcal {A}}_{ijk}+{\tfrac {1}{6}}\sum _{i,j,h=1}^{m}\xi _{i}\xi _{j}\xi _{h}{\mathcal {B}}_{ijhk}\;,\;\;\{k=1,\ldots ,m\}}
con forme cubiche e quartiche definite dalle
{\displaystyle {\mathcal {A}}_{ijk}=\Pi '''_{b}{\dot {v}}_{i}{\dot {v}}_{j}{\dot {v}}_{k}\;\;\,\;\;{\mathcal {B}}_{ijhk}=\Pi ''''_{b}{\dot {v}}_{i}{\dot {v}}_{j}{\dot {v}}_{h}{\dot {v}}_{k}-\Pi ''_{b}({\ddot {w}}_{ij}{\ddot {w}}_{hk}+{\ddot {w}}_{ih}{\ddot {w}}_{jk}+{\ddot {w}}_{ik}{\ddot {w}}_{jh})}
Tale strategia di analisi, che estende al caso di modi multipli quasi-simultanei la teoria di Koiter
dei modi multipli a valori coincidenti di carico, fornisce una descrizione sintetica, nella varietà di biforcazione, del complesso comportamento energetico della struttura e dei relativi fenomeni di interazione modale. Le relazioni {\displaystyle (\lambda ,\xi _{1},\ldots ,\xi _{m})} condensano le maggiori nonlinearità del comportamento
strutturale e risultano quindi fortemente nonlineari.
Tuttavia la dimensione ridotta del sistema (il numero m di nodi considerati) ne rende
agevole la risoluzione mediante standard strumenti di analisi.

#### L'analisi di sensibilità alle imperfezioni
A causa della distribuzione aleatoria delle imperfezioni, un'accurata analisi di sensibilità deve metter in conto un largo range di possibili imperfezioni, variabili sia come forma {\displaystyle ({\tilde {p}}[\lambda ],{\tilde {u}})}  che come entità {\displaystyle \varepsilon }. In un approccio perturbativo alla Koiter, una valutazione sufficientemente approssimata dei percorsi di equilibrio delle strutture imperfette può essere facilmente ottenuta, e a costi computazionali limitati,  ricercando la soluzione del problema di equilibrio della struttura imperfetta nella stessa varietà di biforcazione definita dalla risoluzione della struttura perfetta 
{\displaystyle u=\lambda {\hat {u}}+\sum _{i=1}^{m}\xi _{i}{\dot {v}}_{i}+{\tfrac {1}{2}}\sum _{i,j=1}^{m}\xi _{i}\xi _{j}{\ddot {w}}_{ij}}
La presenza delle imperfezioni in tale approccio semplicemente ridefinisce il legame finale {\displaystyle (\lambda ,\xi _{1},\ldots ,\xi _{m})}
{\displaystyle \varepsilon (\lambda \,\Pi _{b}'''{\tilde {u}}{\hat {u}}{\dot {v}}_{k}+{\tilde {p}}[\lambda ]{\dot {v}}_{k})+\xi _{k}(\lambda -\lambda _{k})=+{\tfrac {1}{2}}\sum _{i,j=1}^{m}\xi _{i}\xi _{j}{\mathcal {A}}_{ijk}+{\tfrac {1}{6}}\sum _{i,j,h=1}^{m}\xi _{i}\xi _{j}\xi _{h}{\mathcal {B}}_{ijhk}\;,\;\;\{k=1,\ldots ,m\}}
con l'aggiunta di alcuni coefficienti scalari che unici tengono conto dell'effetto delle imperfezioni.
Comunque, mentre nel caso di biforcazione semplice l'unico modo di buckling esauriva lo spazio delle forme delle imperfezioni significative ai fini dell'analisi, nel caso di m modi multipli una completa analisi di sensibilità alle imperfezioni deve essere eseguita nel relativo spazio m-dimensionale ({\displaystyle \infty ^{m}} possibili imperfezioni). Si dimostra tuttavia che le distribuzioni di imperfezioni più significative per l'analisi sono quelle associate a direzioni di minimo/massimo delle forme cubiche e quartiche {\displaystyle ({\mathcal {A}}_{ijk},{\mathcal {B}}_{ijhk})} del problema.